# Elecciones estatales de Morelos de 2024
Las elecciones estatales de Morelos de 2024 se llevaron a cabo el domingo 2 de junio de 2024, y en ellas se renovaron los titulares de los siguientes cargos de elección popular del estado mexicano de Morelos:
- Gobernador del Estado de Morelos: Titular del poder ejecutivo del Estado, electo para un periodo de seis años no reelegibles en ningún caso. La candidata electa es Margarita González Saravia.
- 20 diputados estatales: 12 diputados electos por mayoría relativa y 8 designados mediante representación proporcional para integrar la LVI Legislatura.
- 36 ayuntamientos: Compuestos por un presidente municipal, un síndico y sus regidores, electos para un periodo de tres años.

## Antecedentes
En la última elección para gobernador, celebrada en 2018, resultó electo Cuauhtémoc Blanco Bravo, de la coalición «Juntos Haremos Historia» integrada por el Partido Encuentro Social (PES), el partido Movimiento Regeneración Nacional (Morena) y el Partido del Trabajo (PT). Cuauhtémoc Blanco recibió 501 mil votos, equivalentes al 52% de la votación emitida. Su rival más próximo fue Víctor Manuel Caballero, de la coalición «Por Morelos al Frente», integrada por el Partido Acción Nacional (PAN) y el partido Movimiento Ciudadano (MC), que obtuvo 134 mil votos, representando el 14% de los sufragios. Aunque formalmente la coalición ganadora era dirigida por el Partido Encuentro Social, la mayoría de votos que recibió la alianza se obtuvieron a través del partido Morena.
La última elección para ayuntamientos y diputados del Congreso del Estado de Morelos se celebró en 2021. En la elección de diputados, ocho partidos consiguieron representación en la LV Legislatura. Los partidos más votados fueron el partido Movimiento Regeneración Nacional (21.1%), el Partido Acción Nacional (13.9%) y el partido Movimiento Ciudadano (7.8%). La coalición de gobierno, integrada por el partido Morena, el partido Nueva Alianza Morelos y el Partido Encuentro Social de Morelos obtuvo nueve de los veinte escaños del congreso.

## Legislación

### Sistema electoral
El Gobernador del Estado de Morelos es el titular del poder ejecutivo del Estado. La constitución estatal establece que su elección debe ser por sufragio directo. Para ser gobernador del estado es necesario «ser mexicano por nacimiento; estar en pleno goce de sus derechos; ser morelense por nacimiento o morelense por residencia; y tener treinta años de edad cumplidos al momento de la elección». El candidato electo inicia su mandato el 1 de octubre y gobierna durante seis años. La persona que haya sido electa por sufragio como gobernador del Estado está impedida para volver a ejercer el mismo cargo, sin excepción alguna.
El Congreso del Estado de Morelos es el depositario del poder legislativo del estado. Está integrado por «doce diputados electos por el principio de mayoría relativa, mediante el sistema de distritos electorales uninominales y por ocho diputados que serán electos según el principio de representación proporcional, mediante el sistema de listas votadas en una sola circunscripción territorial». Los diputados pueden ser reelectos hasta por cuatro periodos consecutivos (cumpliendo un total de 12 años en el cargo, o cuatro legislaturas). Para la reelección es necesario que el diputado se postule por el mismo partido que lo nominó en su último triunfo, o que el diputado renuncie al partido que lo postuló antes de cumplir la mitad de su mandato.

### Partidos políticos
En las elecciones estatales tienen derecho a participar doce partidos políticos. Siete son partidos políticos nacionales: Partido Acción Nacional (PAN), Partido Revolucionario Institucional (PRI), Partido de la Revolución Democrática (PRD), Partido del Trabajo (PT), Partido Verde Ecologista de México (PVEM), Movimiento Ciudadano (MC) y Movimiento Regeneración Nacional (MORENA). Y cinco partidos políticos estatales: Nueva Alianza Morelos, Partido Encuentro Solidario de Morelos, Movimiento Alternativa Social, Morelos Progresa y Redes Sociales Progresistas Morelos.

### Distritos electorales
Para la elección de diputados de mayoría relativa del Congreso del Estado de Morelos el estado se divide en 12 distritos electorales. La distritación electoral vigente fue publicada por el Instituto Nacional Electoral en noviembre de 2022.
| Distrito | Cabecera        | Municipios | Mapa |
| -------- | --------------- | ---------- | ---- |
| 1        | Cuernavaca      | 1          |      |
| 2        | Cuernavaca      | 1          |      |
| 3        | Tlayacapan      | 6          |      |
| 4        | Yecapixtla      | 8          |      |
| 5        | Temixco         | 3          |      |
| 6        | Jiutepec        | 1          |      |
| 7        | Cuautla         | 1          |      |
| 8        | Xochitepec      | 6          |      |
| 9        | Emiliano Zapata | 2          |      |
| 10       | Ayala           | 3          |      |
| 11       | Jojutla         | 5          |      |
| 12       | Yautepec        | 2          |      |

## Candidaturas y coaliciones

### Dignidad y Seguridad por Morelos, Vamos Todos
|  | Partido Revolucionario Institucional - Candidato a gobernador - 3 diputados. Distritos 4, 5 y 8 - 7 ayuntamientos. Huitzilac, Mazatepec, Temixco, Temoac, Tetecala, Totolapan, Xochitepec             |
|  | Partido Acción Nacional - 5 diputados. Distritos 1, 2, 7, 9, 10 - 9 ayuntamientos. Atlatlahuacán, Axochiapan, Ayala, Cuernavaca, Emiliano Zapata, Jantetelco, Ocuituco, Tetela del Volcán, Yecapixtla |
|  | Partido de la Revolución Democrática - 2 diputados. Distritos 3 y 12 - 9 ayuntamientos. Cuautla, Jojutla, Jonacatepec, Puente de Ixtla, Telpancingo, Tlaltizapan, Tlayacapan, Yautepec, Zacatepec     |
|  | Redes Sociales Progresistas Morelos - 2 diputados. Distritos 6 y 11 - 8 ayuntamientos. Amacuzac, Coatlán del Río, Jiutepec, Miacatlán, Tepoztlán, Tlalnepantla, Tlaquiltenango, Zacualpan             |

El Partido Acción Nacional (PAN), el Partido Revolucionario Institucional (PRI) y el Partido de la Revolución Democrática (PRD) acordaron presentarse en coalición en las elecciones estatales. Adicionalmente la coalición incorporó al partido estatal Redes Sociales Progresistas de Morelos (RSP). La alianza también contempló la adhesión del partido estatal Morelos Progresa, el cual terminó por desistir de la propuesta. La alianza inicialmente se denominó «Fuerza y Corazón por Morelos», pero en febrero de 2024 fue rebautizada como «Dignidad y Seguridad por Morelos, Vamos Todos». El 9 de noviembre la alianza anunció que postularía como su candidata a la gubernatura a la senadora Lucía Meza Guzmán, quien renunció al partido Morena por haberle negado la posibilidad de buscar la misma candidatura y se incorporó al Partido Revolucionario Institucional.
El 25 de noviembre la coalición se registró ante el Instituto Morelense de Procesos Electorales y Participación Ciudadana (IMPEPAC), acordando presentar candidato único para la gubernatura, todos los diputados estatales y en 33 de los 36 los ayuntamientos del estado. El Partido Acción Nacional postula diputados en cinco distritos, el Partido Revolucionario Institucional selecciona a tres diputados, el Partido de la Revolución Democrática nomina a dos candidatos y el partido Redes Sociales Progresistas Morelos a otros dos. Para las candidaturas a presidentes municipales, el Partido Acción Nacional y el Partido de la Revolución Democrática realizan la postulación en nueve ayuntamientos cada uno, el partido Redes Sociales Progresistas Morelos selecciona a los candidatos en ocho municipios y el Partido Revolucionario Institucional nomina a los candidatos de siete ayuntamientos.

### Sigamos Haciendo Historia
La coalición «Sigamos Haciendo Historia» está integrada por el partido Movimiento Regeneración Nacional (Morena), el Partido del Trabajo (PT), el Partido Verde Ecologista de México (PVEM), el partido Nueva Alianza Morelos (NAM), Partido Encuentro Solidario de Morelos (PESM) y el partido Movimiento Alternativa Social (MAS). El Partido del Trabajo decidió apoyar a la coalición únicamente en la candidatura a gobernador, y postular a sus propios candidatos para el resto de cargos estatales. La alianza decidió postular a la gubernatura a la candidata seleccionada por el partido Morena.
En septiembre de 2023 el partido Movimiento Regeneración Nacional (Morena) anunció el inicio de su proceso de selección para candidato a gobernador, al cual se registraron 19 interesados. El partido definió seleccionar a cuatro personas a través de su comité estatal y a otras dos mediante su comité nacional. Ambos organismos debían postular igual número de hombres y de mujeres. El 14 de octubre el partido designó como finalistas a Rabindranath Salazar Solorio, coordinador general del gobierno federal; Juan Salgado Brito, diputado del Congreso del Estado de Morelos; Víctor Mercado, exsecretario de movilidad y transporte de Morelos; Margarita González Saravia, exdirectora de la Lotería Nacional; Sandra Anaya, secretaria de administración de Morelos; y Tania Rodríguez Ruiz, presidente del Partido del Trabajo en Morelos.
El 9 de noviembre la senadora Lucía Meza Guzmán acusó que el partido le negó la posibilidad de competir por la candidatura, y afirmó que el gobernador de Morelos, Cuauhtémoc Blanco, había vetado su postulación.
La coalición definió designar a su candidato mediante una encuesta. Inicialmente sus resultados iban a ser publicados el 30 de octubre, pero el comité nacional del partido decidió postergar el anuncio. El 11 de noviembre de 2023 por la madrugada, el partido anunció que Margarita González Saravia había resultado victoriosa en la encuesta interna para determinar la candidatura, la ex-directora de la Lotería Nacional se convertiría, por tanto, en la candidata a gobernadora.

### Movimiento Progresa
|  | Movimiento Ciudadano - Candidato a gobernador - 4 diputados. Distritos 3, 4, 6 y 8 - 12 ayuntamientos. Cuautla, Cuernavaca, Huitzilac, Jiutepec, Miacatlán, Ocuituco, Temoac, Tepoztlán, Tetecala, Tlaltizapan, Totolapan, Yautepec |
|  | Morelos Progresa - 4 diputados. Distritos 7, 9, 10 y 11 - 6 ayuntamientos. Ayala, Coatlán del Río, Jantetelco, Jonacatepec, Puente de Ixtla, Zacualpan de Amilpas                                                                   |

El 25 de noviembre de 2023 se registró la coalición «Movimiento Progresa», integrada por el partido Movimiento Ciudadano y el partido Morelos Progresa. Los partidos acordaron competir en conjunto en la elección de gobernador, ocho diputados y dieciócho ayuntamientos. Para la postulación de los diputados, cada partido selecciona candidatos en cuatro distritos. Y para la designación de presidentes municipales, el partido Movimiento Ciudadano hace la nominación en doce ayuntamientos mientras que el partido Morelos Progresa los selecciona en seis municipios.
Para la candidatura a gobernador el partido Movimiento Ciudadano decidió postular a una mujer por discriminación positiva. El 21 de noviembre se registró la diputada federal Jessica Ortega de la Cruz como única mujer en aspirar a la nominación del partido para la gubernatura.

## Encuestas

### Por partido político
| Encuestadora          | Fecha                    | Muestra |       |       |      |      |      |      |       | Otros | N/NS/NC | MDE   |
| --------------------- | ------------------------ | ------- | ----- | ----- | ---- | ---- | ---- | ---- | ----- | ----- | ------- | ----- |
| Encuestadora          | Fecha                    | Muestra |       |       |      |      |      |      |       | Otros | N/NS/NC | MDE   |
| Campaigns & Elections | 28 de julio de 2022      | 400     | 12%   | 7%    | —    | 3%   | 0%   | 0%   | 51%   | 27%   | —       | ±4.9% |
| Rubrum                | 4 de agosto de 2022      | 1000    | 13.0% | 5.9%  | —    | —    | —    | —    | 55.0% | 6.8%  | 19.3%   | ±3.9% |
| Grupo Impacto         | 14 de agosto de 2022     | 600     | 6%    | 3%    | 1%   | —    | —    | 1%   | 34%   | 1%    | 53%     | ±3.9% |
| TREsearch             | 1 de septiembre de 2022  | 1000    | 11.2% | 5.3%  | —    | —    | —    | 3.3% | 34.7% | 9.0%  | 36.5%   | —     |
| Demoscopia digital    | 15 de septiembre de 2022 | 1000    | 12.1% | 10.9% | 2.5% | 0.4% | 1.3% | 4.1% | 37.8% | 3.1%  | 27.8%   | ±3.8% |
| Rubrum                | 19 de septiembre de 2022 | 1000    | 15.0% | 4.0%  | —    | —    | —    | —    | 58.3% | 6.7%  | 16.0%   | ±3.8% |
| Campaigns & Elections | 20 de septiembre de 2022 | 400     | 13%   | 7%    | —    | 2%   | 0%   | 0%   | 53%   | 25%   | —       | ±4.9% |
| Massive Caller        | 27 de septiembre de 2022 | 1000    | 15.5% | 10.3% | —    | —    | —    | 5%   | 47.6% | 4.4%  | 17.2%   | ±3.4% |
| Rubrum                | 10 de octubre de 2022    | 1000    | 15.1% | 4.0%  | —    | —    | —    | —    | 59.5% | 5.2%  | 16.2%   | ±3.8% |
| Demoscopia digital    | 20 de octubre de 2022    | 1000    | 11.9% | 11.2% | 2.1% | 1.6% | 0.9% | 5.2% | 39.7% | 4.3%  | 23.1%   | ±3.9% |
| Rubrum                | 25 de octubre de 2022    | 1000    | 14.7% | 6.9%  | —    | —    | —    | —    | 53.3% | 8.4%  | 16.7%   | ±3.8% |
| TREsearch             | 1 de noviembre de 2022   | 1000    | 12.4% | 3.9%  | —    | —    | —    | 4.4% | 34.1% | 6.2%  | 3.9%    | ±3.9% |
| Rubrum                | 10 de noviembre de 2022  | 1000    | 15.0% | 5.2%  | —    | —    | —    | —    | 55.6% | 7.9%  | 16.3%   | ±3.8% |
| Rubrum                | 8 de diciembre de 2022   | 1000    | 17.1% | 6.9%  | —    | —    | —    | —    | 49.4% | 9.1%  | 17.5%   | ±3.8% |
| Grupo Impacto         | 1 de febrero de 2023     | 600     | 18%   | 4%    | 3%   | 3%   | 2%   | 5%   | 46%   | 4%    | 15%     | ±3.8% |
| Campaigns & Elections | 1 de marzo de 2023       | 400     | 12%   | 3%    | —    | 1%   | 2%   | 4%   | 43%   | —     | 35%     | ±4.9% |

### Por candidato
| Encuestadora            | Fecha                      | Muestra | Meza  | González | Ortega | O/N/NS/NC | MDE   |
| ----------------------- | -------------------------- | ------- | ----- | -------- | ------ | --------- | ----- |
| Encuestadora            | Fecha                      | Muestra |       |          |        | O/N/NS/NC | MDE   |
| Electoralia             | 12 de noviembre de 2023    | 1000    | 48.9% | 43.7%    | 4.3%   | 3.1%      | ±3.5% |
| Campaigns & Elections   | 5 de diciembre de 2023     | 400     | 37%   | 40%      | 8%     | 15%       | ±4.9% |
| La Encuesta MX          | 5 de diciembre de 2023     | 1000    | 49.2% | 42.3%    | 4.9%   | 3.6%      | ±3.5% |
| Rubrum                  | 18 de diciembre de 2023    | 1000    | 33.0% | 45.3%    | 6.4%   | 15.3%     | ±3.8% |
| La Encuesta MX          | 19 de diciembre de 2023    | 1000    | 50.1% | 41.4%    | 4.5%   | 4.0%      | ±3.5% |
| Poligrama               | 2 de enero de 2024         | 1000    | 29.4% | 47.8%    | 9.3%   | 13.5%     | ±3.1% |
| Rubrum                  | 8 de enero de 2024         | 1000    | 27.7% | 49.7%    | 5.5%   | 17.1%     | ±3.8% |
| Campaigns & Elections   | 9 de enero de 2024         | 400     | 33%   | 44%      | 7%     | 16%       | ±4.8% |
| La Encuesta MX          | 11 de enero de 2024        | 1000    | 46.8% | 43.1%    | 5.9%   | 4.2%      | ±3.5% |
| Rubrum                  | 30 de enero de 2024        | 1000    | 26.9% | 50.7%    | 6.8%   | 15.6%     | ±3.8% |
| Electoralia             | 3 de febrero de 2024       | 1000    | 47.5% | 42.8%    | 5.6%   | 4.1%      | ±3.5% |
| Campaigns & Elections   | 6 de febrero de 2024       | 400     | 35%   | 42%      | 6%     | 17%       | ±4.9% |
| De las Heras Demotecnia | 10 a 11 de febrero de 2024 | 1000    | 22%   | 68%      | 10%    | —         | ±3.2% |
| Demoscopia digital      | 24 de febrero de 2024      | 1000    | 40.1% | 38.2%    | 4.5%   | 17.2%     | ±3.8% |
| Electoralia             | 5 de marzo de 2024         | 1000    | 48.1% | 43.4%    | 4.5%   | 4.0%      | ±3.5% |
| Campaigns & Elections   | 11 de marzo de 2024        | 1000    | 40%   | 38%      | 6%     | 16%       | ±4.9% |
| Rubrum                  | 12 de marzo de 2024        | 1000    | 26.4% | 51.4%    | 6.2%   | 16.0%     | ±3.8% |
| Campaigns & Elections   | 1 de abril de 2024         | 1000    | 42%   | 40%      | 4%     | 14%       | ±4.9% |
| Rubrum                  | 2 de abril de 2024         | 1000    | 25.9% | 52.3%    | 7.3%   | 14.5%     | ±3.8% |
| Demoscopia digital      | 2 de abril de 2024         | 1000    | 41.3% | 38.1%    | 4.1%   | 16.5%     | ±3.8% |
| Electoralia             | 5 de abril de 2024         | 1000    | 49.3% | 42.5%    | 4.4%   | 3.8%      | ±3.5% |
| MEBA                    | 15 a 20 de abril de 2024   | 2400    | 23.6% | 43.5%    | 8.9%   | 24%       | ±2.5% |
| Massive Caller          | 23 de abril de 2024        | 1000    | 39.7% | 37.8%    | 8.4%   | 14.1%     | ±3.4% |
| Campaigns & Elections   | 29 de abril de 2024        | 400     | 39%   | 41%      | 8%     | 12%       | ±4.9% |
| La Encuesta MX          | 2 de mayo de 2024          | 1000    | 48.8% | 42.4%    | 4.6%   | 4.2%      | ±3.5% |
| Gobernarte              | 6 de mayo de 2024          | 1500    | 38%   | 41%      | 8      | 13%       | ±3.7% |
| Demoscopia digital      | 6 de mayo de 2024          | 1000    | 43.4% | 39.8%    | 4.7%   | 12.1%     | ±3.8% |
| Massive Caller          | 8 de mayo de 2024          | 1000    | 39.1% | 36.8%    | 9.6%   | 14.5%     | ±3.4% |
| Mitofsky                | 9 a 11 de mayo de 2024     | 1000    | 32.2% | 44.8%    | 11.2%  | 11.8%     | ±3.1% |
| Campaigns & Elections   | 13 de mayo de 2024         | 400     | 38%   | 38%      | 11%    | 13%       | ±4.9% |
| La Encuesta MX          | 13 a 15 de mayo de 2024    | 1000    | 47.9% | 41.9%    | 5.8%   | 4.4%      | ±3.5% |
| MEBA                    | 15 a 19 de mayo de 2024    | 1000    | 25.8% | 42.6%    | 15.6%  | 16%       | ±3.8% |
| Massive Caller          | 16 de mayo de 2024         | 1000    | 40.8% | 38.1%    | 9.8%   | 11.3%     | ±3.4% |
| De las Heras Demotecnia | 19 a 20 de mayo de 2024    | 1000    | 33%   | 55%      | 12%    | —         | ±3.2% |
| Campaigns and Elections | 21 de mayo de 2024         | 400     | 39%   | 40%      | 8%     | 13%       | ±4.9% |
| Massive Caller          | 22 de mayo de 2024         | 1000    | 46.2% | 43.4%    | 10.4%  | —         | ±3.4% |
| México Elige            | 27 de mayo de 2024         | 988     | 41.6% | 41.3%    | 15.1%  | 2.0%      | ±3.3% |
| La Encuesta MX          | 29 de mayo de 2024         | 1000    | 48.6% | 41.7%    | 5.4%   | 4.3%      | ±3.5% |
| Massive Caller          | 29 de mayo de 2024         | 1000    | 47.5% | 41.8%    | 10.7%  | —         | ±3.4% |

## Resultados

### Gubernatura
|  | 34.18 % |

|  | 48.37 % |

|  | 5.4 % |

|  | 4.99 % |

|  | 1.72 % |

|  | 1.12 % |

|  | 0.96 % |

|  | 18.06 % |

|  | 30.93 % |

|  | 7.33 % |

|  | 3.33 % |

|  | 2.21 % |

|  | 14.17 % |

|  | 17.86 % |

|  | 3.68 % |

|  | 0.06 % |

|  | 97.21 % |

|  | 2.79 % |

|  | 100.0 % |

|  | 61.41 % |